# Alex Jones
Alexander Emerick "Alex" Jones (11 de fevereiro de 1974) é um  teórico da conspiração norte-americano de extrema-direita condenado pela justiça. Seu programa The Alex Jones Show, com sede em Austin, Texas, é transmitido pela rede de rádio Genesis Communications Network e pela emissora de rádio WWCR para todo os Estados Unidos, e na Internet na forma de vídeos.
Jones já foi o centro de muitas polêmicas, incluindo suas declarações controversas sobre o controle de armamento após o tiroteio na escola primária de Sandy Hook. Ele acusou o governo dos EUA de estar envolvido no atentado de Oklahoma City, nos ataques de 11 de setembro e em filmagens de falsas aterrissagens na Lua, as quais teriam o objetivo de esconder tecnologias secretas da NASA. Acredita que o governo e as grandes empresas conspiram para criar uma Nova Ordem Mundial por meio de "crises econômicas fabricadas, de sofisticadas tecnologias de vigilância e — acima de tudo — de ataques terroristas com ajuda de gente de dentro, alimentando uma histeria que pode ser aproveitável por eles". Jones se define como um libertário, paleoconservador e um "agressivo constitucionalista", e descrito por outros como conservador, de direita ou de direita alternativa.
A revista americana New York descreveu ele como "o principal teórico conspiracionista da América", e a organização Southern Poverty Law Center o caracterizou como o "mais prolífico teórico da conspiração da América contemporânea." Quando perguntado sobre esses rótulos, Jones disse que estava "orgulhoso de ser classificado como um criminoso do pensamento contra o Grande Irmão".

## Vida
Alex Jones nasceu no ano de 1974 em Dallas, Texas, e cresceu no subúrbio de Rockwall e na cidade de Austin. Seu pai, David Jones, é um dentista; e sua mãe, uma dona de casa. Em seus vídeo-podcasts, ele relata ser descendente de irlandeses, alemães, galeses, em sua maior parte de ingleses e, parcialmente, de nativos americanos. Foi atacante no time de futebol americano de seu colégio, e graduou-se em 1993 pela Anderson High School em Austin, Texas. Na sua adolescência, leu o livro None Dare Call It Conspiracy, de Gary Allen, que o afetou fortemente e ao qual chama de "a cartilha mais fácil de se ler sobre A Nova Ordem Mundial". Depois do colegial, passou a frequentar a Austin Community College.

## Carreira
Jones iniciou sua carreira em Austin com um programa de televisão a cabo, no qual interagia ao vivo com o público por telefone. Em 1996, apresentava uma atração chamada The Final Edition na emissora de rádio KJFK (98.9FM). Durante esse tempo, Ron Paul, que concorria ao Congresso dos EUA, foi convidado várias vezes para o programa. Em suas primeiras exibições, Jones falava frequentemente sobre sua crença de que o governo norte-americano estaria por trás do atentado de Oklahoma City de 1995, e que usavam o incidente para pôr fim em um crescente "movimento pelos direitos estaduais". Em 1998, lançou seu primeiro documentário, o America Destroyed By Design.
Ainda em 1998, fez um esforço bem sucedido para construir uma nova igreja de matriz davidiana, em memória aos que morreram no incêndio de 1993, que pôs fim ao cerco realizado pelo governo ao complexo original da igreja, perto de Waco, no Texas. Com frequência dava destaque ao projeto em seu programa público de televisão, e dizia que David Koresh e seus seguidores eram pessoas pacíficas que foram assassinadas pela então procuradora-geral dos Estados Unidos, Janet Reno, e pelo Escritório contra o Álcool, o Tabaco, as Armas de Fogo e os Explosivos (ATF, na sigla em inglês) durante aquele cerco.
Na pesquisa de opinião "Melhor Apresentador de Austin", realizada em 1999 com leitores do jornal texano The Austin Chronicle, Alex Jones ficou empatado com Shannon Burke. Mais tarde, naquele mesmo ano, foi demitido da KJFK-FM por ter se recusado a expandir seus temas e opiniões, o que dificultava a venda do programa para os anunciantes, segundo o gerente de operações da rádio. Jones declarou: "Isso foi puramente por questões políticas, e veio de cima ... a 11 semanas atrás, tinham me dito para deixar Clinton em paz, e todos esses políticos, para não falar sobre a reconstrução da igreja, parar de bater nos fuzileiros navais, de A até Z". Passou a difundir seu programa através da conexão de Internet de sua casa.
No início de 2000, tornou-se um dos sete candidatos republicanos para a representação do estado no Distrito 48, do Texas. Ele declarou que estava concorrendo "para ficar de vigia lá dentro", mas abandonou a corrida eleitoral após algumas semanas.
Ainda no mesmo ano, um grupo de programadores do Centro de Acesso Comunitário de Austin (ACAC, na sigla em inglês) disse que Jones utilizou-se de processos judiciais e da política da ACAC para intimidá-los ou tirar os seus programas do ar.
Em 2001, seu programa foi sindicalizado em aproximadamente 100 estações de rádio. Após os ataques terroristas de 11/9, passou a falar de uma conspiração envolvendo a administração Bush, como se estivessem por trás dos ataques, o que provocou a queda no número de estações que transmitiam seu programa, segundo o jornalista Will Bunch.
Em 8 de junho de 2006, quando a caminho para cobrir a reunião do Grupo Bilderberg em Ottawa (Canadá), Jones foi detido no aeroporto de Ottawa por autoridades canadenses, que confiscaram o passaporte, os equipamentos de câmera e muitos dos seus pertences. Mais tarde, foi autorizado a entrar no Canadá legalmente. Falou sobre o motivo da sua retenção: "Quero dizer a respeito do ocorrido que quando um não quer, dois não brigam. Eu poderia ter lidado melhor com isso."
Durante um protesto realizado na cidade de Nova York, em 8 de setembro de 2007, foi detido sob a acusação de que operava um megafone sem permissão. Outras duas pessoas também foram citadas por conduta imprópria, quando seu grupo havia se chocado em uma transmissão de TV ao vivo com Geraldo Rivera. Num depoimento, um de seus companheiros de protesto disse: "Era ... guerrilha de informação."

## Mídia

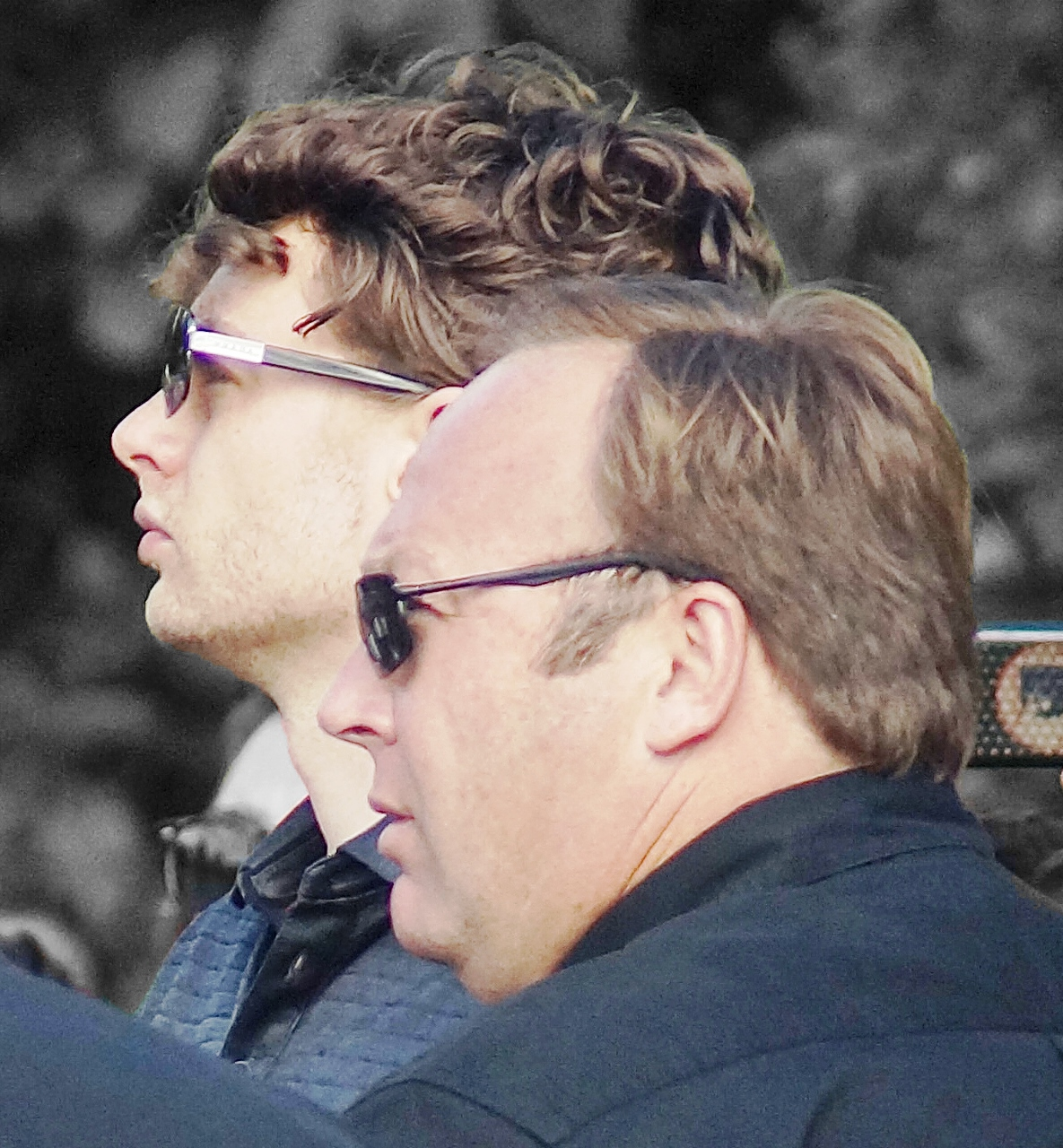
Paul Joseph Watson e Alex Jones em 2013.

O programa de rádio sindicalizado, The Alex Jones Show, é transmitido nacionalmente pela rede de rádio Genesis Communications Network para mais de noventa estações de rádio AM e FM nos Estados Unidos, e para a rádio de onda curta WWCR Radio.[carece de fontes?] Os horários de transmissão ao vivo são todos os dias da semana das 11:00 da manhã até às 2:00 da tarde. A transmissão de domingo também é emitida pela estação de rádio KLBJ, da Emmis Communications. De acordo com Nate Blakeslee, editor da revista americana Texas Montlhy, o programa tinha uma audiência de 2 milhões de ouvintes por semana em 2010.
Segundo o jornalista Will Bunch, membro sênior da organização Media Matters for America,  o programa possui um público maior de espectadores mais jovens do que outros comentaristas conservadores devido ao "tom altamente conspiratório e a sua abordagem orientada para a Web". Bunch também afirmou que "sempre teve um grupo de oportunistas que tratam Alex Jones como um ídolo, alimentando-se da mais profunda paranoia". De acordo com Alexander Zaitchik, da revista Rolling Stone, em 2011 Jones possuía uma audiência virtual maior do que a de Glenn Beck e Rush Limbaugh juntos.
Jones opera vários websites centrados em notícias e informações sobre questões relacionadas a liberdades civis, governo global e uma grande variedade de tópicos sobre eventos atuais.[carece de fontes?]
Em 6 de Julho de 2017, junto com Paul Joseph Watson, Jones começou a organizar um concurso para criar o melhor "CNN Meme", no qual o vencedor receberia US$ 20.000. O concurso foi criado em resposta a um artigo da CNN sobre um polêmico usuário do Reddit.
Em agosto de 2018, Alex Jones foi alvo de uma reação em conjunto de grandes empresas como Spotify, Twitter, Google e Facebook contra seus conteúdo que foi apagado. As empresas alegam que o conteúdo era teoria de conspiração e violar regras da comunidade como violência e discurso de ódio.

## Visões

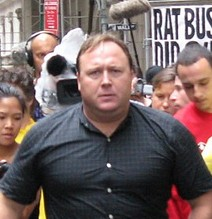
Alex Jones durante evento do movimento 9/11 Truth Movement ("Movimento pela Verdade sobre 11 de setembro") em Manhattan, em 11 de setembro de 2007

### Políticas
Veículos da grande mídia o descrevem como um conservador, teórico da conspiração de direita e libertário. Já Jones se vê como um libertário e rejeita ser classificado como direitista. Ele também já se autodenominou libertário, paleoconservador e um "agressivo constitucionalista".

### Religiosas
Alex Jones é um cristão e tem grande consideração pela Bíblia, muitas vezes citando suas passagens mais proféticas a fim de sustentar suas teorias conspiratórias, e declara: "Eu só quero tentar ser uma pessoa pura e virtuosa. Desejo transcender minha carne e ser o verdadeiro líder que nós todos pretendemos ser... Sinto o espírito do Criador e ele me abraça provocando calafrios..."
Contudo, ele considera a religião organizada como sendo parte da Nova Ordem Mundial, dizendo que "Um dos maiores problemas nos Estados Unidos é a religião organizada. Não apenas os Cristãos, mas também os hindus, muçulmanos e outros povos. Os líderes dessas denominações têm sido financiados abertamente por governos e corporações para pregarem doutrinas de submissão ao governo, submissão à tirania." É também bastante crítico do Papa Francisco, quem ele considera ser um socialista que advoga por um governo global, e por uma religião mundial, enquanto ignora as questões Católicas tradicionais, como o aborto.

## Controvérsias
Alex Jones tem sido o centro de muitas polêmicas pelas suas ações e declarações controversas sobre o controle de armamento após o tiroteio na escola primária de Sandy Hook. Ele acusou o governo dos EUA de estar envolvido no atentado de Oklahoma City e nos ataques de 11 de setembro. Em 2011, esteve no meio de um "tiroteio midiático", o que gerou críticas por parte de Rush Limbaugh, quando as notícias difundiam que Jared Lee Loughner, autor do tiroteio em Tucson de 2011, era "um fã" do filme conspiracionista de 11 de setembro, Loose Change, do qual Jones era um produtor executivo, em 2022 foi condenado a pagar quase um Bilhão de dolares a justiça americana por espalhar fake news.

### Programas de TV e entrevistas
Em janeiro de 2013, foi convidado para falar no programa de Piers Morgan, depois de promover uma petição virtual para deportar Morgan devido ao seu apoio às leis de controle de arma. A entrevista se transformou em "um festival de gritaria de uma pessoa, conforme Jones fazia um monólogo sobre armas, governo opressivo, a bandeira, o papel de seus ancestrais na independência do Texas, e sobre qual bandeira Morgan teria em suas meia-calças caso eles brigassem". O evento teve ampla cobertura e, de acordo com o The Huffington Post, Morgan e outros, como Glenn Beck, "concordaram que Jones era um terrível porta-voz dos direitos das armas". A sua aparição no programa virou um trending topic no Twitter na manhã seguinte.
Também apareceu como convidado no programa de televisão da BBC, Sunday Politics, em 9 de junho de 2013. Durante uma discussão sobre teorias conspiratórias em torno das reuniões do Clube de Bilderberg, com o apresentador Andrew Neil e o jornalista David Aaronovitch, um crítico dessas teorias, Aaronovitch insinuou que ou elas não existiam, ou que o próprio Jones era parte delas. A partir daí, seguiram-se gritos de Jones e interrupções regulares, o que fez Andre Neil terminar a entrevista, descrevendo Jones como um "idiota" e "a pior pessoa que eu já entrevistei". Segundo Neil em seu Twitter, Jones continuou gritando até que ele soube que estava fora do ar.

## Ator
Jones já apareceu em dois filmes de Richard Linklater como ator: "Waking Life" (2001) e "A Scanner Darkly" (2006).

## Websites
Alex Jones também é o operador de vários websites centrada em notícias e informações relativas a violações de liberdades civis, o Governo mundial, e uma grande variedade de temas atuais acontecimentos no âmbito das suas opiniões. Os mais conhecidos destes sites são infowars.com e prisonplanet.com.

## Filmografia
Jones criou uma série de vídeos sobre o que ele e outros chamam de "Nova Ordem Mundial" ou "Governo Mundial Totalitário", baseado no que ele vê como a erosão da soberania dos Estados Unidos e suas liberdades civis, a corrupção do poder governamental, a fraude corporativa e a coesão entre as diferentes estruturas de poder. Seus filmes tendem a oferecer interpretações alternativas para diversos acontecimentos históricos atuais.

## Críticas
Alex Jones é acusado por articulistas americanos de ser um agente russo interessado no enfraquecimento da globalização ocidental. Paradoxalmente, Alex Jones também é acusado por outros articulistas americanos (como Mark Dice e David Duke) de ser um agente sionista de desinformação.

## Filmes

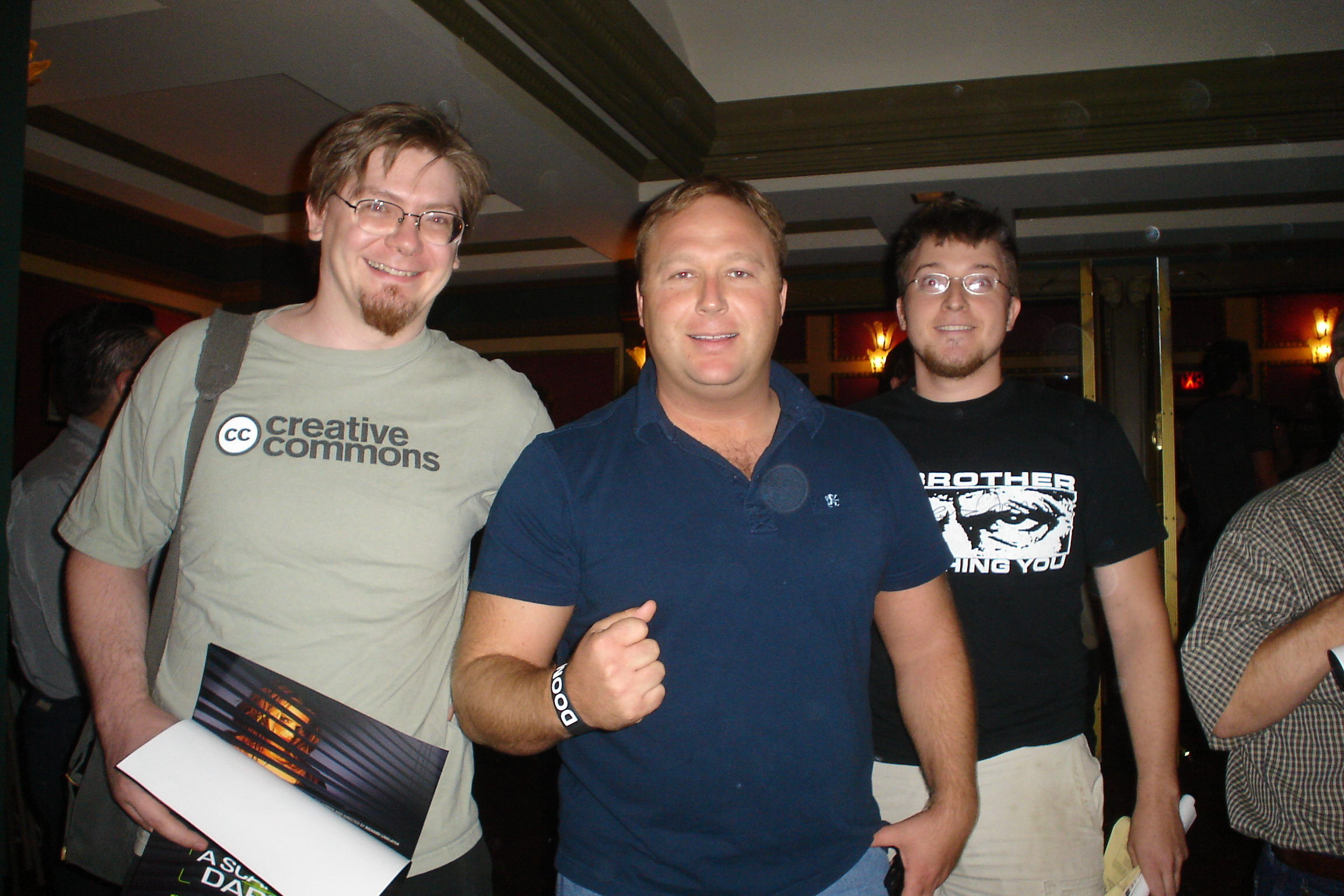
Alex Jones e fãs na estreia do filme A Scanner Darkly, de Richard Linklater, no qual Jones faz uma breve aparição.

| Ano  | Filme                                                                     | Notas    |
| ---- | ------------------------------------------------------------------------- | -------- |
| 1998 | America: Destroyed by Design                                              |          |
| 1999 | Police State 2000                                                         |          |
| 2000 | America Wake Up or Waco                                                   |          |
| 2000 | The Best of Alex Jones                                                    |          |
| 2000 | Dark Secrets Inside Bohemian Grove                                        |          |
| 2000 | Police State II: The Takeover                                             |          |
| 2001 | Comprehensive Annual Financial Reports: Exposed                           |          |
| 2002 | 911: The Road to Tyranny                                                  |          |
| 2002 | The Masters of Terror: Exposed                                            |          |
| 2003 | Matrix of Evil                                                            |          |
| 2003 | Police State 3: Total Enslavement                                         |          |
| 2004 | American Dictators: Documenting the Staged Election of 2004               | Diretor  |
| 2005 | Martial Law 9-11: Rise of the Police State                                |          |
| 2005 | The Order of Death                                                        |          |
| 2006 | TerrorStorm: A History of Government-Sponsored Terrorism                  |          |
| 2007 | Endgame: Blueprint for Global Enslavement                                 |          |
| 2007 | Endgame 1.5                                                               |          |
| 2007 | TerrorStorm: A History of Government-Sponsored Terrorism - Second Edition |          |
| 2007 | Loose Change Final Cut: por Dylan Avery                                   | Diretor  |
| 2008 | The 9/11 Chronicles: Part 1, Truth Rising                                 |          |
| 2008 | Fabled Enemies por Jason Bermas                                           | Produtor |
| 2009 | DVD Arsenal: The Alex Jones Show Vols. 1—3                                |          |
| 2009 | The Obama Deception: The Mask Comes Off                                   |          |
| 2009 | Fall of the Republic: Vol. 1, The Presidency of Barack H. Obama           |          |
| 2009 | Reflections and Warnings: An Interview with Aaron Russo                   |          |
| 2010 | Police State IV: The Rise Of FEMA                                         |          |
| 2010 | Invisible Empire: A New World Order Defined por Jason Bermas              | Produtor |

### Autor
| Ano  | Livro                      | Editora           |
| ---- | -------------------------- | ----------------- |
| 2002 | 9-11: Descent Into Tyranny | Progressive Press |

### Filme em foco
| Ano  | Filme                                     | Notas                          |
| ---- | ----------------------------------------- | ------------------------------ |
| 2003 | Aftermath: Unanswered Questions from 9/11 | por Stephen Marshall           |
| 2009 | New World Order                           | por Luke Meyer and Andrew Neel |

### Ator
Jones já apareceu em dois filme de Richard Linklater, como ator coadjuvante.
| Ano  | Filme            | Papel                             |
| ---- | ---------------- | --------------------------------- |
| 2001 | Waking Life      | um homem no carro com um megafone |
| 2006 | A Scanner Darkly | um profeta de rua                 |